# Гутковский, Карл Казимирович
Карл Казимирович Гутковский (1815; Подольская губерния, Российская империя — 1867) — генерал-майор Российской империи польского происхождения, исследователь Казахстана.

## Биография
В 1833 году окончил 2-й кадетский корпус, проходил службу в 10-й артиллерийской бригаде; в 1835—1837 гг. обучался в Императорской военной академии. На 1837 год имел чин прапорщика, с 1850 — подполковник, с 1854 — полковник, с 1866 года — генерал-майор.
В 1838—1854 гг. служил при Генеральном штабе в Омске в качестве старшего адъютанта Западно-Сибирского генерал-губернатора, князя Г. Г. Горчакова; был помощником губернатора (1847); управляющим казахами Старшего жуза (1850), затем — председатель областного правления области Сибирских киргизов, помощник военного губернатора Семипалатинской области (1851—1863), генерал для поручений в Оренбурге (до апреля 1867).

## Научная деятельность
Наряду с административной деятельностью, занимался изучением южносибирской и казахской степи. Преподавал географию и геологию в Сибирском кадетском корпусе города Омска. Являлся близким другом российского офицера казахского происхождения, учёного-этнографа Ч. Ч. Валиханова, участвовал в подготовке к печати его трудов, содействовав полному изданию его сочинений Русским географическим обществом. В 1865 году Гутковский был выбран председателем комиссии по изданию трудов Валиханова.